# Scythropiodes
Scythropiodes é um gênero de traça pertencente à família Lecithoceridae.

## Espécies
- Scythropiodes seriatopunctata
- Scythropiodes unimaculata